# سينثيا بي شنايدر
سينثيا بي شنايدر (بالإنجليزية: Cynthia P. Schneider)‏ هي دبلوماسية أمريكية، ولدت في 16 أغسطس 1953 في بنسيلفانيا في الولايات المتحدة.

## وصلات خارجية
- سينثيا بي شنايدر على موقع إن إن دي بي (الإنجليزية)